# Eva Nykvist
Eva Lena Marita Nykvist, tidigare Antonsson, född 12 augusti 1961 i Värmland, död 21 februari 2024, var en svensk vissångerska.
Eva Nykvist började 2003 studera på vislinjen på Nordiska folkhögskolan i Kungälv. Hon skivdebuterade 2015 med albumet Harmoni i Diss (Proletärkultur PROCD2015), vilket huvudsakligen innehåller eget material och är producerat av Bernt Andersson och Michael Thorén. Nykvist nämner Hasse & Tage, Monica Zetterlund, Cornelis Vreeswijk, Ronny Eriksson, Barbro Hörberg, Björn Afzelius, Anita Lindblom, Bernt Andersson, Monica Törnell och Loke Nyberg som sina förebilder.
Hon var många år bosatt i Göteborg, men bodde de sista åren i Karlstad.